# Guy Rouxel
Pour les articles homonymes, voir Rouxel.
Ne doit pas être confondu avec Guy Roux ou Guy Roussel.
Guy Rouxel, né le 24 janvier 1926 à Saint-Brieuc et mort le 18 avril 2016 à Trémuson,, est un joueur de football français, qui évoluait au poste de gardien de but. Il a participé au tournoi masculin des Jeux olympiques d'été de 1948.